# Fédération slovaque d'athlétisme
 (août 2025).
Si vous disposez d'ouvrages ou d'articles de référence ou si vous connaissez des sites web de qualité traitant du thème abordé ici, merci de compléter l'article en donnant les références utiles à sa vérifiabilité et en les liant à la section « Notes et références ».
La Fédération slovaque d'athlétisme (en slovaque Slovenský atletický zväz) est la fédération d'athlétisme de la Slovaquie, membre de l'Association européenne d'athlétisme et de l'IAAF depuis 1993. Née avec la scission de la Tchécoslovaquie, son histoire est étroitement liée avec celle de la Fédération tchèque d'athlétisme, une des plus anciennes fédérations au monde, mais la date officielle de sa création est 1939, celle de l'indépendance factice de la Slovaquie à la veille de la Seconde Guerre mondiale. Son siège est à Bratislava. Sa présidente est Mária Mračnová.